# 南斯拉夫航空367号班机空难

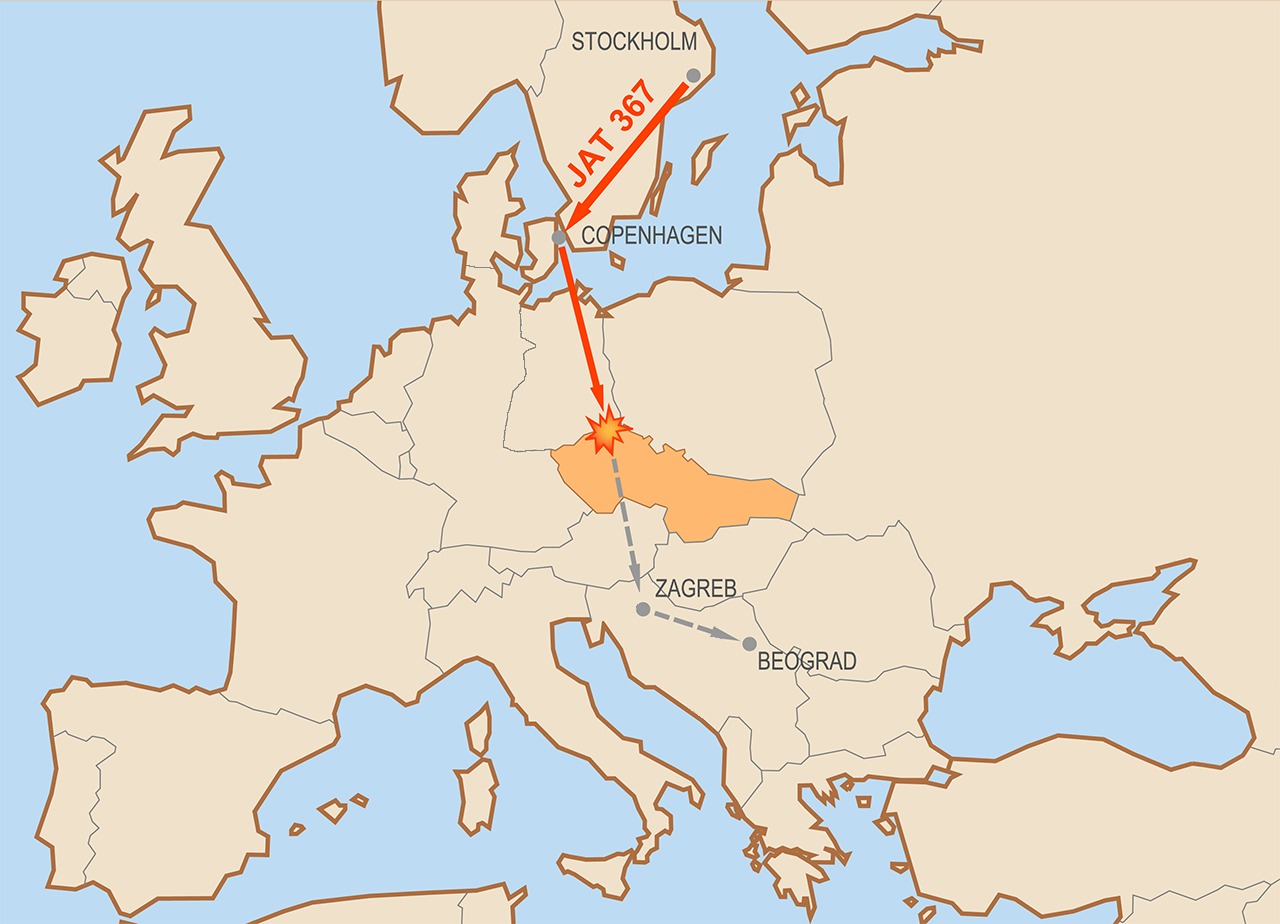
367号班机原定路线

南斯拉夫航空367号班机是1972年1月26日从斯德哥尔摩飞往贝尔格莱德的航班，由一架道格拉斯DC-9飞机（注册编号为YU-AHT）执飞。在飞越東德的Hermsdorf歸航台（位于现在的塞布尼茨Hinterhermsdorf或其附近）不久后爆炸。这架由Ludvik Razdrih上尉驾驶的飞机在捷克斯洛伐克（现捷克）Srbská Kamenice村附近旋转失控并摔成三块。飞机上28人中有27人在地面撞击中死亡，只有一名空乘维斯娜·乌洛维奇生还。

## 起因

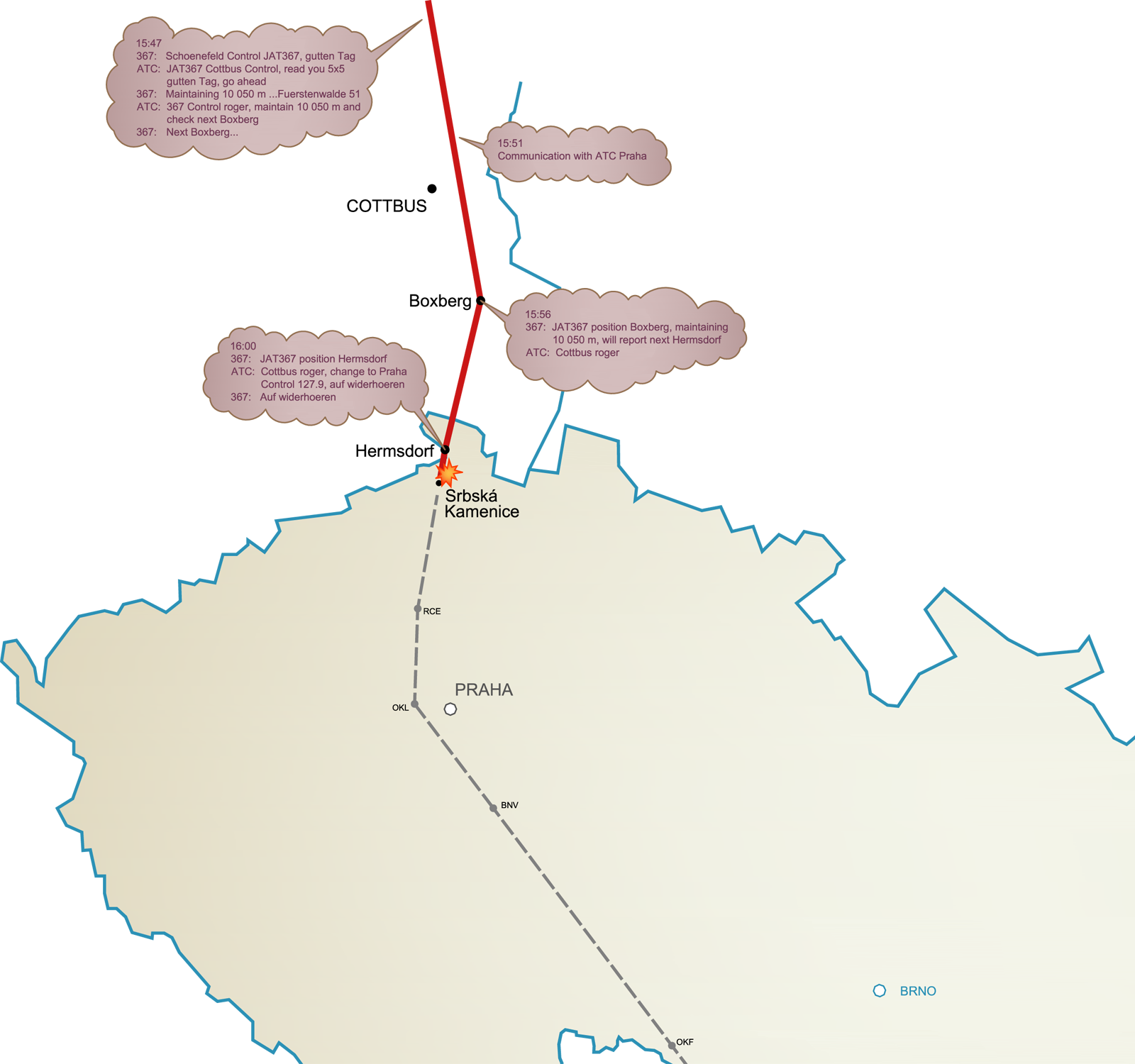
367号班机最后20分钟路线

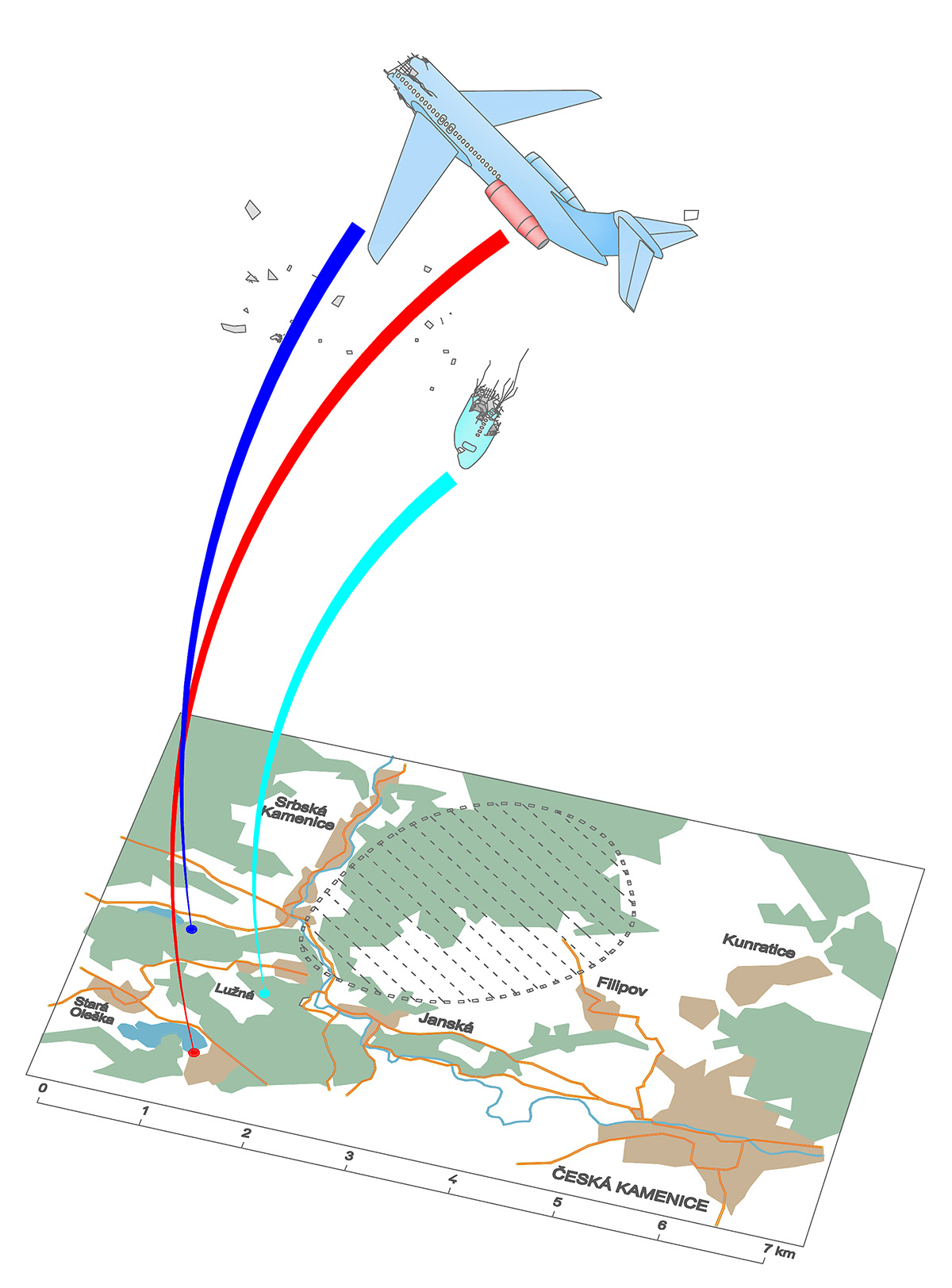
367号班机的碎片分布

这架道格拉斯DC-9-32在飞行中被克罗地亚恐怖分子放置的炸弹炸毁。飞机原定从瑞典飞往塞尔维亚（当时是南斯拉夫社会主义联邦共和国的一部分）。自制炸弹放在前方货物中。爆炸发生时维斯娜·乌洛维奇在飞机后部，但这是有争议的。一些报道称爆炸发生时她就在后面，但她说有人告诉她，她被发现时在飞机的中间部分。
乌洛维奇昏迷了27天，腰部暂时瘫痪，但幸免于难。

## 大众文化
维斯娜·乌洛维奇被吉尼斯世界纪录大全认证，创造了“无降落伞坠落高度最高并生还”的世界纪录。乌洛维奇获得了保罗·麦卡特尼颁发的吉尼斯认证。